# Розпізнавання іменованих сутностей
Розпізнавання іменованих сутностей (РІС) (також відоме як ідентифікація об'єктної сутності, фрагментація об'єктної сутності та видобуток об'єктної сутності) — це підзадача видобування інформації, яка намагається знайти і класифікувати іменовані сутності в неструктурованому тексті в заздалегідь визначені категорії, такі як імена людей, організації, місця, медичні коди, час, кількості, грошові значення, відсотки тощо.

Більшість досліджень у системах РІС було структуровано як отримання не коментованого блоку тексту, такого як: 
Джим купив 300 акцій корпорації Acme у 2006.
 І створення коментованого блоку тексту, який виділяє імена об'єктів:
[Джим]Особа купив 300 акцій [корпорації Acme]Організація у [2006]Час.
У цьому прикладі було виявлено та класифіковано ім'я особи, що складається з одного токену, назва компанії з двох токенів та часового виразу.
Сучасні системи РІС для англійської мови показують продуктивність близьку до людської. Наприклад, найкраща система, що коментувала MUC-7, набрала 93,39 % оцінки F1, а анотатори — 97,60 % і 96,95 %.

## Платформи розпізнавання іменованих сутностей
До визначних платформ РІС належать:
- GATE[en] підтримує РІС для багатьох мов і доменів, які використовуються через графічний інтерфейс і Java API.
- OpenNLP містить в собі засноване на правилах і статистичне розпізнавання іменованих об'єктів.
- SpaCy має швидке статистичне РІС, а також візуалізатор іменованих сутностей з відкритим вихідним кодом.

## Визначення проблеми
У виразі іменована сутність, слово «іменована» обмежує завдання для тих сутностей, для яких можна поставити у відповідність один або кілька рядків, таких як слова або фрази, послідовно для деяких референтів. Це тісно пов'язане з жорсткими позначеннями, визначеними Кріпке, хоча на практиці РІС має справу з багатьма іменами та референтами, які не є філософськи «жорсткими». Наприклад, автомобільна компанія, створена Генрі Фордом в 1903 році, може називатися Ford або Ford Motor Company, хоча «Ford» також може посилатися на багато інших суб'єктів (див. Ford). Жорсткі позначення включають власні імена, а також назви певних біологічних видів і речовин, за виключенням займенників (наприклад, «він», див. вирішення кореферентності), описів референтів за їх властивостями (див. також De dicto і de re), а також назв видів речей, на відміну від об'єктів (наприклад, «Банк»).
Повне розпізнавання іменованої сутності часто розбивається, концептуально і, можливо, також в реалізації, як дві різні задачі: виявлення імен та класифікація їх по типу сутностей (наприклад, особи, організації, місця та інші). Перша фаза, як правило, зводиться до проблеми сегментації: імена визначаються як суміжні проміжки токенів, без вкладеності, таким чином «Банк Америки» є єдиним ім'ям, попри те, що всередині цього імені підрядок «Америки» є іншим ім'ям. Задача сегментування є формально подібною до поверхнево-синтаксичного аналізу. Другий етап вимагає вибору онтології, за допомогою якої можна організувати категорії речей.
Часові вирази та деякі числові вирази (наприклад, гроші, відсотки тощо) також можуть розглядатися як іменовані сутності в контексті завдання РІС. Хоча деякі приклади таких типів є гарними прикладами жорстких позначень (наприклад, 2001 рік), є також багато недійсних (наприклад, я беру відпустки в «червні»). У першому випадку 2001 рік відноситься до 2001-го року григоріанського календаря. У другому випадку місяць червень може стосуватися місяця невизначеного року (минулий червень, наступний червень, кожен червень тощо). Можна стверджувати, що визначення іменованої сутності в таких випадках втрачається з практичних причин. Таким чином, термін іменована сутність не є строгим і часто має пояснюватися в контексті, в якому він використовується.
У літературі були запропоновані певні ієрархії типів іменованих сутностей. Категорії BBN, запропоновані в 2002 році, використовуються для питально-відповідної системи і складаються з 29 типів і 64 підтипів. Розширена ієрархія Секіна, запропонована в 2002 році, складається з 200 підтипів. Зовсім недавно, в 2011 році Ріттер використовував ієрархію на основі загальних типів об'єктів Freebase в новаторських експериментах РІС через соціальні медіа.

### Формальна оцінка
Для оцінки якості результату системи РІС було визначено декілька заходів. Поки що точність на рівні токена є єдиною з можливістю, вона страждає від двох проблем: переважна більшість токенів у реальному тексті не є частиною імен сутностей, як вони зазвичай визначаються, тому точність основної лінії (завжди передбачати «не об'єктна сутність») екстравагантно високий, зазвичай > 90 %. Також неправильний прогноз повного проміжку назви об'єкта не карається належним чином (пошук лише імені особи, коли її прізвище стоїть одразу після імені, оцінюється як ½ точності).
На академічних конференціях, таких як CoNLL, варіант оцінки F1 був визначений наступним чином:
- Влучність — це кількість передбачуваних назв об'єкта, які вирівнюються точно з проміжками в золотого стандарту оцінки даних. Тобто, коли [Особа Ганс] [Особа Блік] передбачено, але було потрібно [Особа Ганс Блік], влучність передбаченого імені дорівнює нулю. Влучність потім усереднюється для всіх передбачених імен об'єктів.
- Повнота — аналогічним чином кількість імен у золотому стандарті, які з'являються в точно такому ж місці в прогнозах.
- F1 — це середнє гармонійне значення цих двох.

З визначення вище випливає, що будь-яке передбачення, яке пропускає один токен, містить в собі помилковий токен, або має неправильний клас, є жорсткою помилкою і не сприяє ані влучності, ані повноті.
Запропоновано моделі оцінювання, що базуються на узгодженні токена з токеном. Такі моделі здатні обробляти також збіги, які частково перекриваються, але повністю оцінювати тільки точні збіги. Вони дозволяють більш тонку оцінку і порівняння екстракційних систем, враховуючи також ступінь невідповідності в неточних прогнозах.

## Підходи
Системи РІС були створені з використанням лінгвістичних методів граматики, а також статистичних моделей, таких як машинне навчання. Системи граматики, створені вручну, зазвичай отримують більшу влучність, але ціною меншої повноти і місяцями роботи досвідчених лінгвістів. Статистичні системи РІС зазвичай вимагають великого обсягу вручну анотованих навчальних даних. Було запропоновано напівкеровані підходи, щоб уникнути частини зусиль анотації.
Багато різних типів класифікаторів були використані для виконання РІС з машинним навчанням, причому умовні випадкові поля є типовим вибором.

## Проблеми з доменами
Дослідження показують, що навіть найсучасніші системи РІС є крихкими, що означає, що системи РІС, розроблені для одного домену, зазвичай не працюють добре в інших областях. Значні зусилля приділяються налаштуванню систем РІС для успішної роботи в новому домені; це справедливо як для систем, заснованих на правилах, так і для статистичних систем.
Рання робота в системах РІС у 1990-х роках була спрямована, насамперед, на видобуток інформації з журналістських статей. Потім увагу звернулося на обробку військових відправлень і звітів. Пізніші етапи оцінки автоматичного видобутку вмісту також включали кілька типів неформальних текстових стилів, таких як блоги та текстові транскрипції з телефонних розмов. Починаючи з 1998 року, існує велика зацікавленість у ідентифікації сутностей у молекулярній біології, біоінформатиці та обробці природних мов. Найбільш поширеним об'єктом інтересу в цьому домені були назви генів і генних продуктів. Також існує значний інтерес до розпізнавання хімічних об'єктів та наркотиків у контексті конкурсу CHEMDNER, в якому беруть участь 27 команд.

## Сучасні виклики та дослідження
Незважаючи на високий показник F1, що міститься в наборі даних MUC-7, проблема розпізнавання іменованих сутностей ще далеко не вирішена. Основні зусилля спрямовані на скорочення праці з анотаціями шляхом використання напівкерованого навчання, надійної роботи в різних областях і масштабування до дрібнозернистих типів об'єктів. Протягом останніх років багато проектів перейшли до краудсорсингу, що є перспективним рішенням, яке дозволить отримати сукупність якісних людських суджень для таких підходів розв'язання РІС, як кероване та напівкероване навчання. Іншою складною задачею є розробка моделей для роботи з мовними складними контекстами, такими як Twitter і пошукові запити.
Є дослідники, які зробили деякі порівняння про показники РІС з різних статистичних моделей, таких як ПММ (Прихована марковська модель), МЕ (Максимум ентропії), і УВП (Умовне випадкове поле) і набори функцій. Деякі дослідники нещодавно запропонували напівкеровану модель навчання на основі графів для задач, пов'язаних з мовними специфічними РІС.

Нещодавно з'явилася задача ідентифікації «важливих виразів» у тексті та перехресного їх з'єднання з Вікіпедією. Нижче наведено приклад виведення системи Вікіфікації:
```
<ENTITY
 
url=
"http://en.wikipedia.org/wiki/Michael_I._Jordan"
>
 
Michael
 
Jordan
 
</ENTITY>
 
is
 
a
 
professor
 
at
 
<ENTITY
 
url=
"http://en.wikipedia.org/wiki/University_of_California,_Berkeley"
>
 
Berkeley
 
</ENTITY>

```

Ще одним напрямком, що прогресує, але залишається складним, є застосування РІС до Твіттера та інших мікроблогів.